# Sandra Dee
Pour les articles homonymes, voir Dee.
Alexandra Cymboliak Zuck, connue sous le nom de scène Sandra Dee, née le 23 avril 1942 à Bayonne, New Jersey et morte des complications d'une maladie rénale le 20 février 2005  à Thousand Oaks, Californie, est une actrice américaine.

## Biographie
Sandra Dee est née à Bayonne, dans le New Jersey en 1942, elle est la fille unique de Mary (née Cymboliak) et de John Zuck. Ses parents sont d'origine ukrainienne .  
Elle est l'épouse du chanteur Bobby Darin entre 1960 et 1967. 
Le film Grease  se moque gentiment de Sandra Dee à deux reprises :
- la première, dans une chanson de Stockard Channing (Look at Me, I'm Sandra Dee) que joue Rizzo (pendant la pyjama party), car Sandra Dee est l’archétype de la fille BCBG californienne avec ses capri pants, stéréotype de la gentille fille, de l'ingénue[1] (par opposition aux « Pink Ladies » aux mœurs beaucoup plus débridées et aux look « rock and roll ») ;
- la seconde, après la course de voiture, où Sandy Olsson (Olivia Newton-John), avoue qu'elle veut changer de look et ne plus ressembler à Sandra Dee (poor Sandra Dee dans la chanson originale). Elle se change donc et devient une vamp au look ravageur pour interpréter en duo avec John Travolta la chanson phare du film (You're the one that I want).

Elle est également mentionnée dans le film Dirty Dancing, censé se dérouler en 1963, où la sœur de l'actrice principale au cours d'un atelier d'essayage de perruques, proposé par le centre de vacances, lance à sa sœur : « Look at me, I am Sandy Dee. », clin d'oeil à Grease, sorti 9 ans plus tôt.

## Filmographie

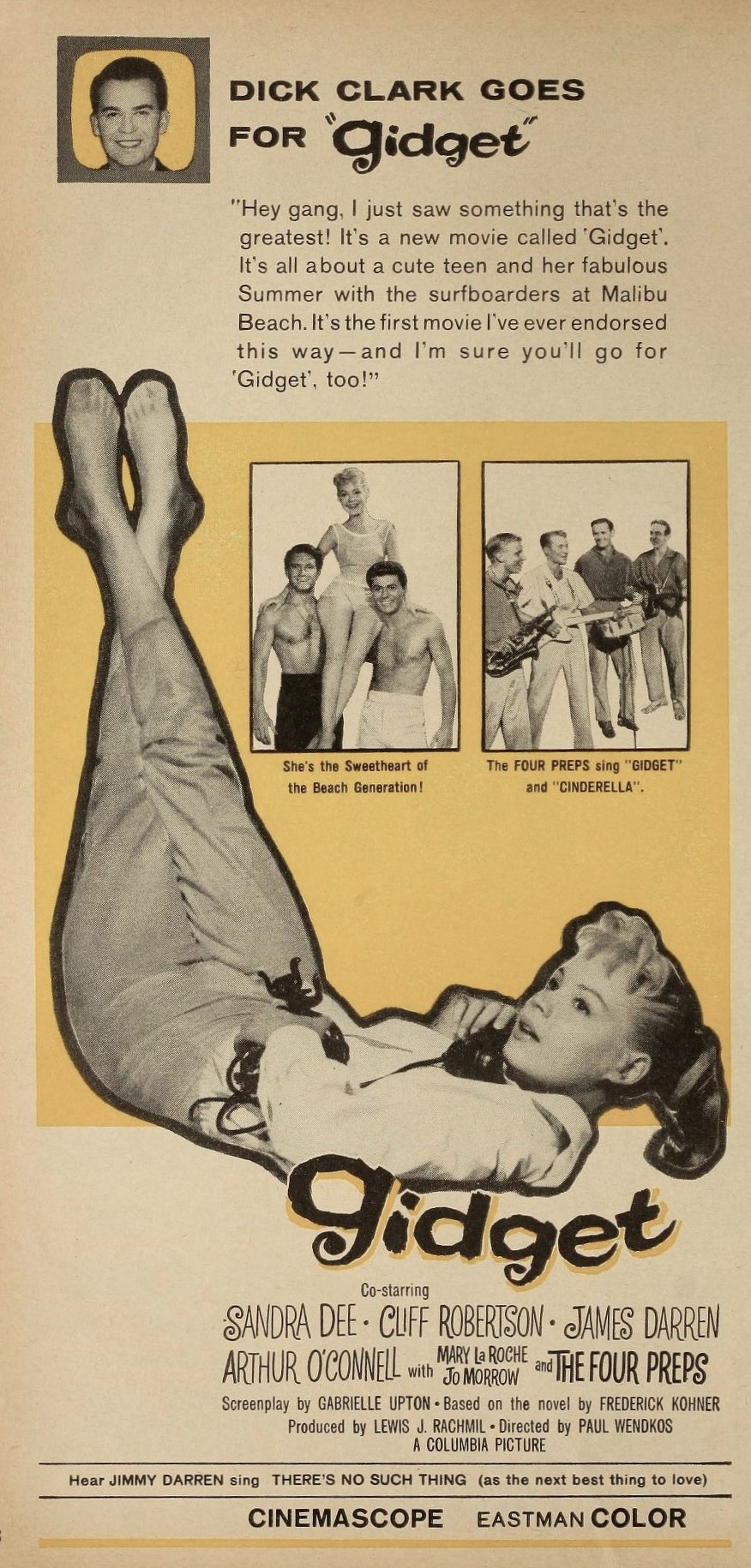
Annonce du film Gidget (1959).

- 1957 : Femmes coupables (Until They Sail) de Robert Wise : Evelyn Leslie
- 1958 : Qu'est-ce que maman comprend à l'amour ? (The Reluctant Debutante) de Vincente Minnelli : Jane Broadbent
- 1958 : Des jeux pour pleurer (en) (The Restless Years) de Helmut Käutner : Melinda Grant
- 1958 : Le Bagarreur solitaire (The Wild and the Innocent) de Jack Sher : Rosalie
- 1959 : Gidget de Paul Wendkos : Francie Lawrence dite Gidget
- 1959 : Mirage de la vie (Imitation of Life) de Douglas Sirk : Susie à seize ans
- 1959 : Les lâches meurent aussi (A Stranger in My Arms) de Helmut Käutner : Pat Beasley
- 1959 : Ils n'ont que vingt ans... (A Summer Place) de Delmer Daves : Molly Jorgenson
- 1960 : Meurtre sans faire-part (Portrait in Black), de Michael Gordon : Cathy Cabot
- 1961 : Romanoff et Juliette (Romanoff and Juliet) de Peter Ustinov : Juliet Moulsworth
- 1961 : Les Lycéennes (Tammy Tell Me True) de Harry Keller : Tammy Tyree
- 1961 : Le Rendez-vous de septembre (Come September) de Robert Mulligan : Sandy Stevens
- 1962 : Un mari en laisse (If a Man Answers) de Henry Levin : Chantal Stacy
- 1963 : Ah si papa savait ça ! (Take Her, She's Mine) de Henry Koster : Mollie Michaelson
- 1963 : Tammy and the Doctor de Harry Keller : Tammy Tyree
- 1964 : Deux fiancés sur les bras (I'd Rather Be Rich) de Jack Smight : Cynthia Dulaine
- 1965 : Chambre à part (That Funny Feeling) de Richard Thorpe : Joan Howell
- 1966 : D pour danger (A Man Could Get Killed) de Ronald Neame et Cliff Owen : Amy Franklin
- 1967 : Quatre Fiancés pour un mari (Doctor, You've Got to Be Kidding!) de Peter Tewksbury : Heather Halloran
- 1967 : Les Riches familles (Rosie!) de David Lowell Rich : Daphne Shaw
- 1970 : Horreur à volonté (The Dunwich Horror) de Daniel Haller : Nancy Wagner
- 1983 : Lost de Al Adamson : Penny Morrison